# Tenellus trimaculatus
El bagre hueso (Tenellus trimaculatus), nombre común que se le da en Ecuador, es una especie de pez actinopeterigio de agua dulce, de la familia de los dorádidos.

## Morfología
Son bagres de cuerpo delicado, con una longitud máxima descrita de 11,4 cm.

## Distribución y hábitat
Se distribuye por ríos y lagos de América del Sur, en las cuencas de los ríos Orinoco, Esequibo y Amazonas, en Brasil, Colombia, Guyana, Perú y Venezuela. Son peces de agua dulce tropical, de hábitat de tipo demersal.